# Lijst van Spaanse historische motorfietsmerken
Dit is een (incomplete) lijst van Spaanse historische motorfietsmerken. 

## A

### Aleu
(Manufacturas Mecanicas Aleu, Barcelona 1953 - 1956). Kleine Spaanse fabriek die 198- en 247 cc motorfietsen produceerde.

### AMS
(Contrucciones Mecanicas A.M.S, Málaga 1954 - 1965). Spaanse fabrikant die tweetakt motorfietsen met Hispano-Villiers-blokken van 124- tot 248 cc maakte.

### ARC
(S.A. Motocyclos ARC, Barcelona 1954 – 1956). ARC bouwde lichte motorfietsen met 123 cc Hispano-Villiers-blokken.

### Ardilla
De volledige bedrijfsnaam van Ardilla was Sociedad Anónima Industrias del Plata. Het bedrijf produceerde slechts gedurende een korte periode, van 1952 tot 1954, motorfietsjes met 125 cc tweetaktmotoren.

### Avello
Avello was een Spaanse dochteronderneming van het motorfietsmerk Puch. Avello produceerde die vanaf 1970 50- en 72 cc motorfietsen. De productie eindigde waarschijnlijk in darl 1986. Er was in de jaren zestig ook een Spaans merk met de naam MV Avello

## B

### BH
Motores BH (Beistegui Hermanos), Barcelona 1956 - 1960). Dit was een kleine Spaanse fabriek, die bromfietsen produceerde waarin Franse Mistral-tweetakt- inbouwmotoren waren gemonteerd.

### BJR
BJR, gebouwd door Construcciones Mécanicas, Bantista Esplagues, Algemesi is een historisch Spaans motorfietsmerk. Het is een klein merk dat in 1953 begon met de productie van 123- en 174 cc tweetakt motorfietsen. De productie werd tussen 1961 en 1965 beëindigd.

## C

### Cacharo
De Cacharo was een Spaanse motorfiets die in 1919 geproduceerd werd. Hij had een 750 cc tweecilinder motor en riemaandrijving.

### Clua
(Construcciones Meccanicas Clua, Barcelona 1952 - 1964). Spaans merk dat met het Italiaanse merk Alpino verbonden was en dus ook Alpino-blokken van 74- tot 173 cc inbouwde.

### Cofersa
Cofersa is een historisch merk van lichte van 98- tot 198 cc motorfietsen, die van 1953 tot 1960 werden geproduceerd door Motocicletas Cofersa in Madrid .

### Comesa
Comesa is een historisch Spaans merk dat in 1957 FB Mondial-motorfietsen onder licentie produceerde.

### Cresma
Deze Spaanse firma bouwde in 1950 het motorfiets-model Rallye met een 197 cc tweetaktmotor.

## D

### Darlan
Construcciones Meccanicas Darlan, Zarauz is een historisch Spaans merk dat van 1958 tot 1960 gemotoriseerde fietsen met 94 cc tweetaktmotoren maakte.

### Ducson
(Ducson Industrias Cicletas Solo S.A., Spanje). In 1956 opgericht Spaans bedrijf dat voornamelijk sportieve 49 cc tweetakten bouwde. Tot begin jaren zeventig maakte men de modellen S 10 met vier- en S 8 met drie versnellingen.

### Dunjo
Dunjo is een historisch Spaans merk van hulpmotoren. In 1952 bouwde A. Dunjo in Barcelona een tweetakt dieselmotor met een variabele compressie. De motor mat 32 cc en dreef door een rol een rijwiel aan. Waarschijnlijk is het nooit tot serieproductie gekomen.

## E

### Echasa
Echasa was een Spaans merk dat in 1957 75 cc motorfietsjes met tweetaktmotor maakte.

### Edeta
(Edeta Industrias Mecanicas, Barcelona 1951 - 1960). Spaans motorfietsmerk dat 147- en 173 cc tweetakten maakte.

### Elig
(Motocicletas Elig, Elche 1956 - 1959). ‘’’Elig’’’ was een Spaans bedrijf dat 123- tot 198 cc motorfietsen produceerde met Hispano-Villiers-inbouwmotoren.

## F

### Febo
De Febo was een Spaanse 125 cc tweetakt scooter die van 1949 tot 1953 werd gemaakt.

## G

### GAC
GAC was een Spaans merk dat in 1954 de Franse Mobylette-bromfietsen in licentie produceerde.

### Gimson
(Gimbernant Hermanos, Figueras, Gerona 1956 - 1964). Spaanse fietsenfabriek, die lichte 49- en 65 cc tweetakt-motorfietsjes maakte.

### Gorrion
(Motocicletas Gorrion, Barcelona 1952 - 1955). Spaans merk dat lichte motorfietsjes maakte met 49- tot 174 cc Sachs-motoren.

## H

### Halley
Dit was een Spaanse trialmotor uit 1989 van de constructeur Paxau, die later waarschijnlijk bij het merk GasGas betrokken was.

## I

### Iruna
(Iruna Industria Metalicas de Navarra S.A., Nevarra). In 1953 begon dit Spaanse bedrijf met de bouw van 123 cc scooters met eigen motor. Tussen 1956 en 1960 stopte men hier weer mee.

## K

### Kapiscooter
Kapiscooter is een historisch merk van driewielige transportscooters. Dit was een Spaans merk dat in de jaren vijftig 170 cc driewielers maakte. Ze hadden een viertaktmotor, drie versnellingen en kettingaandrijving.

## M

### Mavisa
(Motocicletas Mavisa, San Cugat). Spaans merk dat vanaf 1957 lichte motorfietsen ging produceren. Deze hadden een horizontale 248 cc tweetaktmotor. De productie werd al voor 1960 beëindigd.

### Mecatecno
‘’’Mecatecno’’’ was een Spaanse fabriek die voornamelijk mini-motorfietsen bouwde. In 1988 kwam daar een 325 cc trialmotor bij.

### Monfort
(Motorcycletas Monfort, Esparraguerra 1955 - 1969).
Spaans merk dat motorfietsjes met 198 cc tweetakten produceerde.

### Mymsa
Motores Y Motos S.A, Barcelona was een kleine Spaanse producent die van 1952 tot 1962 49- tot 175 cc tweetakten Prooceerde. In 1956 bouwde men ook een 125 cc wegracemodel.

## N

### Narcla
Narcla Industrias Narcla S.L, Gerona was een Spaans merk dat van 1950 tot 1960) 124 cc motorfietsen bouwde.

## P

### Pony
Spaans merk dat van 1952 tot 1954 motorfietsen samenstelde met 12 cc Hispano Suiza-tweetaktblokjes. Er waren meer merken met de naam Pony, zie Pony (Duitsland) - Pony (Frankfurt).

## R

### Reddis
Motocicletas Reddis, Gamoto S.A, Reus was een kleine Spaanse fabriek waar van 1957 tot 1960 124 cc tweetakt-motorfietsen gemaakt werden.

### Ruter
Ruter (Motocicletas Ruter, Figueras) is een historisch Spaans motorfietsmerk dat van 1957 tot 1960 98- en 125 cc tweetakten maakte.

## S

### Semior
Semior is een historisch Spaans merk dat vanaf 1952 motorfietsen produceerde. Het waren 175 cc tweetakten met drie versnellingen.

### Setter
Setter is een historisch Spaans motorfietsmerk dat tussen 1954 en 1956 lichte 60 cc tweetakten bouwde.

## V

### Valls
Valls is een historisch merk van motorfietsen, geproduceerd door Motoveiculos Valls, Barcelona. Het was een Spaans merk dat in 1955 het model V 125 maakte. Deze had een eencilinder-tweetaktmotor met liggende cilinder.

### Villof
(Construcciones Meccanicas Villof, Valencia). Spaans merk dat van 1949 tot ca. 1963 motorfietsen bouwde met Spaanse Villiers-blokken, maar ook met eigen 73- tot 123 cc motoren.